# Литвиновка (Алтайский край)
Литвиновка — посёлок в Тальменском районе Алтайского края России, входит в состав Новоозёрского сельсовета.

## География
Расположен на севере края, в зоне хвойных и смешанных лесов, относящихся к Средне-Обскому бору, по обоим берегам реки Кашкарагаиха, примерно в 2 км к северо-востоку от центра сельского поселения станции Озерки.
Климат
континентальный. Средняя температура января — −19,5 °C, июля — +18,8 °C. Годовая норма атмосферных осадков 465 мм.

## История
Основан в 1881 году.
В 1928 году в административном отношении входил в состав Озерковского сельсовета Белоярского района Барнаульского округа Сибирского края.

## Население
| 1926 | 1997 | 1998 | 1999 | 2000 | 2001 | 2002 | 2003 | 2004 | 2006 |
| ---- | ---- | ---- | ---- | ---- | ---- | ---- | ---- | ---- | ---- |
| 204  | ↗314 | ↗324 | ↘171 | ↗172 | ↗259 | ↗318 | ↘270 | ↘185 | ↘167 |
| 2007 | 2008 | 2009 | 2010 | 2011 | 2012 | 2013 |      |      |      |
| ↘155 | →155 | ↗161 | ↗206 | ↘204 | ↗214 | ↘213 |      |      |      |

Национальный состав
В 1928 году основное население — русские.
Согласно результатам переписи 2002 года, в национальной структуре населения русские составляли 95 %.

## Инфраструктура
Личное подсобное хозяйство. В 1928 году состоял из 45 хозяйств.

## Транспорт
Литвиновка доступна автомобильным и железнодорожным транспортом.
Автодорога до центра поселения. Железнодорожная платформа 175 км.